# Relazioni bilaterali tra Lettonia e Lituania
Le relazioni tra Lettonia e Lituania ineriscono ai rapporti diplomatici bilaterali tra il Paese baltico più meridionale e quello centrale. Entrambe le nazioni contano un'ambasciata nelle rispettive capitali, ovvero Riga e Vilnius. In Lituania opera il lettone Einars Semanis, mentre in Lettonia agisce Antanas Vinkus.

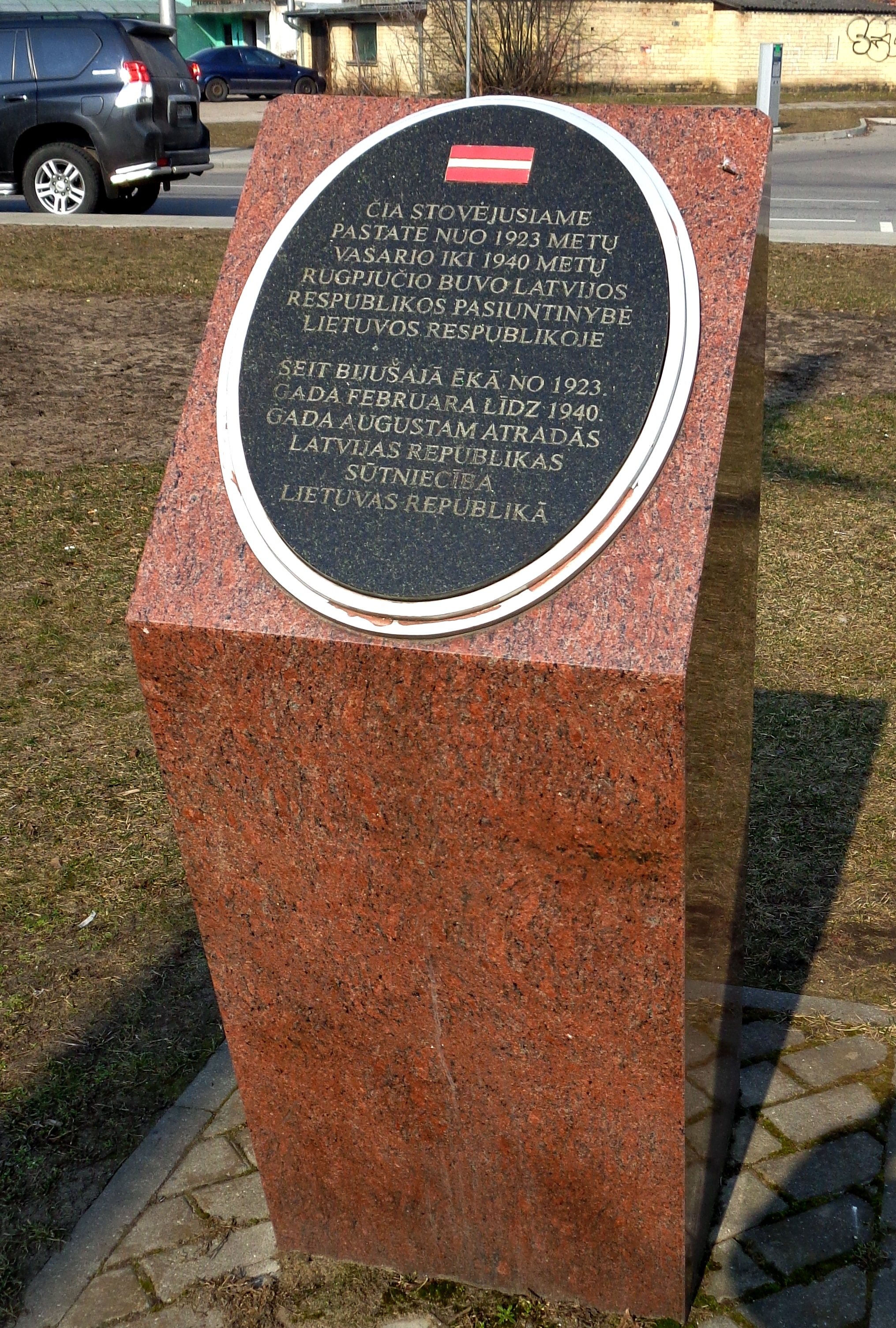
Lapide commemorativa in ricordo dell'ambasciata lettone attiva in Lituania quando Kaunas fu la capitale del Paese nel periodo interbellico

Tutti e due gli stati condividono una lunga storia comune: sia i lettoni che i lituani discendono da tribù baltiche, le quali si esprimevano in idiomi simili. Il territorio della Lettonia e della Lituania faceva parte del Granducato di Lituania e della Confederazione polacco-lituana tra il 1561 e il 1772 (con un breve periodo di dominio svedese in quella che oggi è la Lettonia nel mezzo). Tra la fine del XVIII secolo e il 1918, il territorio della Lituania e della Lettonia rientrò nell'Impero russo. La Lituania e la Lettonia ristabilirono le loro relazioni diplomatiche il 5 ottobre 1991, dopo aver ottenuto l'indipendenza dall'Unione Sovietica.
I due stati condividono 453 chilometri di confine comune. Entrambi i paesi fanno oggi parte dell'Unione europea e adottano una valuta comune, l'Euro.

## Confine
Mentre storicamente non si hanno notizie molto precise sui limiti territoriali a sud e ad est dei precedenti stati costituitisi in Lituania (Ducato di Lituania e Granducato), il discorso cambia relativamente al confine settentrionale (e meridionale della Lettonia). Si tratta infatti della più antica linea di demarcazione ancora vigente dell'intera Europa: il tracciato non è mai cambiato dalla battaglia di Šiauliai del 1236, nonostante le successive schermaglie che coinvolsero le popolazioni locali prima contro i cavalieri portaspada e poi contro l'Ordine di Livonia.

### Controversia sulla demarcazione degli anni '20
All'inizio degli anni '20, la Lettonia e la Lituania ebbero una controversia risoltasi con mezzi pacifici sulle città di Palanga e Šventoji, inizialmente facenti parte della Lettonia dopo l'indipendenza del paese ma di interesse strategico per la Lituania. La diatriba venne affrontata nel 1921 con l'aiuto di una commissione internazionale e le città andarono alla Lituania, passando invece alla Lettonia ha ricevuto i territori abitati soprattutto da lettoni nell'odierna parrocchia di Ukri (Auce), la parrocchia di Brunava (Bauska) e la parrocchia di Aknīste. Le rivendicazioni della Lettonia su Mažeikiai sono state invece respinte dalla commissione internazionale, così come i lituani hanno dovuto rinunciare alle loro rivendicazioni nei confronti del comune di Ilūkste e di Daugavpils.

## Tabella comparativa
|                                 | Lettonia | Lituania |
| ------------------------------- | --- | --- |
| Stemma                          | | |
| Bandiera                        | | |
| Popolazione                     | 1 881 339 | 2 714 562 |
| Superficie                      | 64 589 km² | 65 300 km² |
| Densità                         | 34, 3 ab./km² | 43 ab./km² |
| Capitale                        | Riga | Vilnius |
| Forma di governo                | Repubblica parlamentare | Repubblica semipresidenziale                                                                                          |
| Presidente della Repubblica     | Egils Levits | Gitanas Nausėda |
| Ministro presidente             | Arturs Krišjānis Kariņš | Saulius Skvernelis |
| Lingue ufficiali                | lettone | lituano |
| Religioni principali            | 80% Cristianesimo (34,3% Luteranesimo, 25,1% Cattolicesimo, 19,4% Ortodossi/Vecchi credenti, 1,2% altri cristiani), 20% non religiosi | 82.1% Cristianesimo (77.2% Cattolicesimo, 4.9% Ortodossi/Vecchi credenti), 10.1% non risponde, 6.1% atei, 1.67% altri |
| Composizione etnica             | 62% lettoni, 25.4% russi, 3.3% bielorussi, 2.2% ucraini, 2.1% polacchi, 1.2% lituani, 3.8% altri                                      | 86.7% lituani, 5.6% polacchi, 4.8% russi, 1.3% bielorussi, 0.7% ucraini, 0.9% altri                                   |
| PIL (nominale)                  | 30.176 mln di $ | 51.372 mln di $ |
| PIL (nominale) pro capite       | 15.403$ | 18.312$ |
| PIL (PPA)                       | 53.467 mln di $ USA | 95.591 mln di $ |
| Tasso di crescita reale del PIL | 2,00% | 2,30% |

### Diplomazia
- Repubblica di Lettonia

Vilnius (Ambasciata)
- Repubblica di Lituania

Riga (Ambasciata)